# Джонатан Крістіан Сілва
Джонатан Крістіан Сілва (ісп. Jonathan Silva, нар. 29 червня 1994, Ла-Плата) — аргентинський футболіст, захисник клубу «Пафос».
Виступав, зокрема, за клуби «Естудьянтес» та «Спортінг», а також національну збірну Аргентини.
Володар Кубка Португалії. Переможець чемпіонату Аргентини. 

## Клубна кар'єра
У дорослому футболі дебютував 2012 року виступами за команду клубу «Естудьянтес», в якій провів два сезони, взявши участь у 54 матчах чемпіонату.  Більшість часу, проведеного у складі «Естудьянтес», був основним гравцем захисту команди.
Своєю грою за останню команду привернув увагу представників тренерського штабу клубу «Спортінг», до складу якого приєднався 2014 року. Відіграв за лісабонський клуб і його дубль наступні два сезони своєї ігрової кар'єри.
Згодом з 2016 по 2017 рік грав у  «Бока Хуніорс», після чого повернувся в «Спортінг». Першу половину 2018 року провів у італійській «Ромі».
До складу клубу «Леганес» приєднався 2018 року. Всього відіграв за клуб з Леганеса 30 матчів у національному чемпіонаті.
2021 року перейшов до складу «Хетафе». З 2022 по 2024 на правах оренди виступав у складах «Гранади» і «Альбасете».
2024 року став гравцем кіпрського «Пафоса».

## Виступи за збірні
2011 року дебютував у складі юнацької збірної Аргентини. Взяв участь у 9 іграх на юнацькому рівні, відзначившись одним забитим голом.
2014 року дебютував в офіційних матчах у складі національної збірної Аргентини. Всього відіграв у складі збірної 2 матчі.
| Дата       | Місто     | Господарі | Результат | Гості      | Турнір           | Голи | Примітки |
| ---------- | --------- | --------- | --------- | ---------- | ---------------- | ---- | -------- |
| 12-11-2014 | Лондон    | Аргентина | 2 – 1     | Хорватія   | товариський матч | -    | 77'      |
| 18-11-2014 | Манчестер | Аргентина | 0 – 1     | Португалія | товариський матч | -    | 73'      |
| Усього     |           | Матчів    | 2         |            | Голів            | 0    |          |

## Титули і досягнення
- Володар Кубка Португалії (1):

«Спортінг»: 2014-2015
- Володар Суперкубка Португалії (1):

«Спортінг»: 2015
- Чемпіон Аргентини (1):

«Бока Хуніорс»: 2016-2017
- Чемпіон Кіпру (1):

«Пафос»: 2024-2025
- Володар Суперкубка Малайзії (1):

«Джохор Дарул Тазім»: 2025